# Kraftwerk Sumqayıt
Das Kraftwerk Sumqayıt ist ein kombiniertes Gas- und Ölkraftwerk in Aserbaidschan. Es ist der Hauptversorger für die Stadt Sumqayıt.
Das Kraftwerk ist seit 2009 im Betrieb. Es verfügt über drei Generatoren, deren Dieselmotoren betreibbar sind  mit Schweröl, Leichtöl und Erdgas, und hat eine installierte Leistung von 506 MW. Wie alle anderen Kraftwerke in Aserbaidschan, wird das Kraftwerk vom staatlichen Elektrizitätsversorger Azərenerji betrieben.